# Komisja Regulaminowa, Spraw Poselskich i Immunitetowych

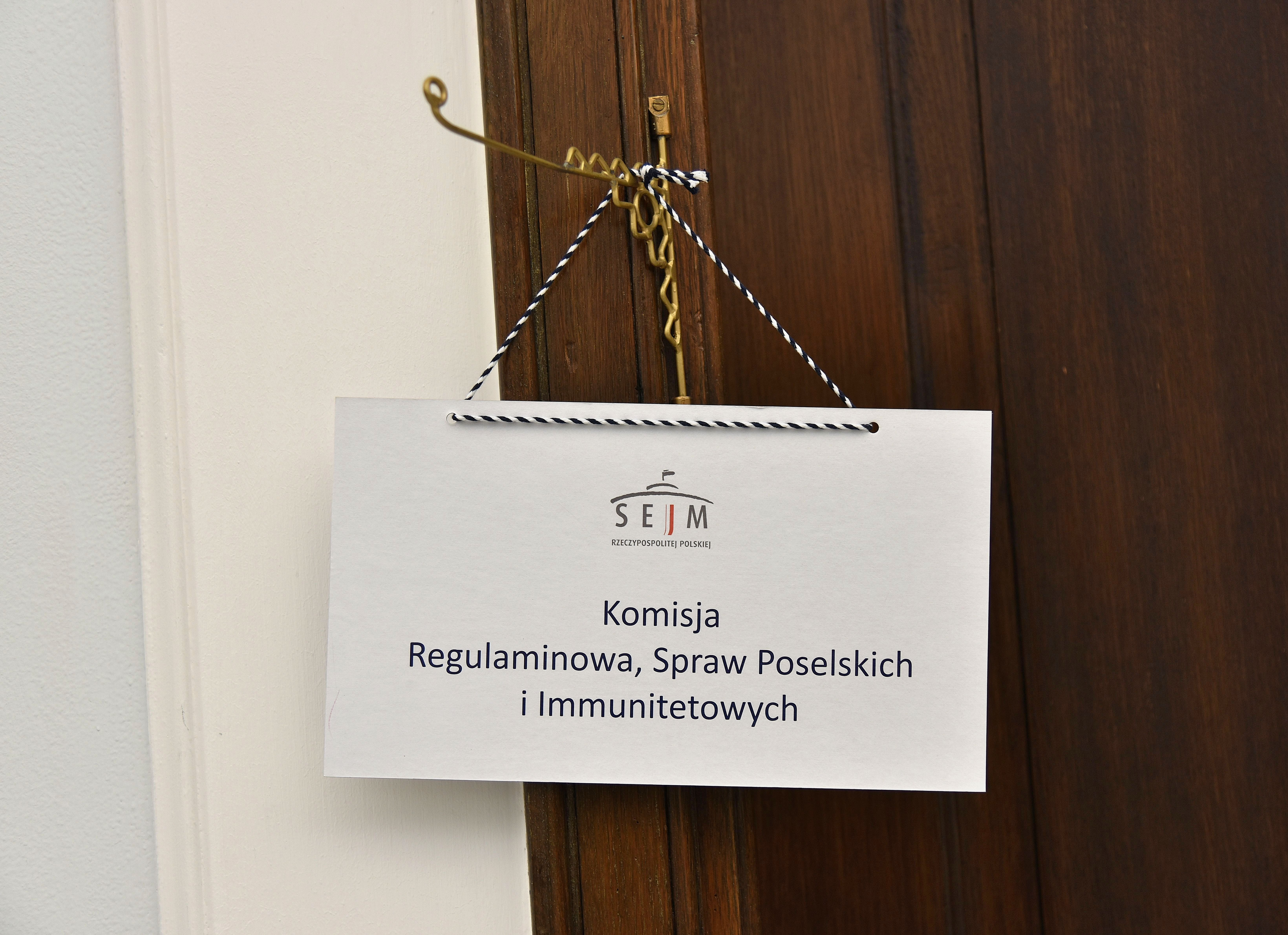
Informacja o trwającym posiedzeniu Komisji Regulaminowej, Spraw Poselskich i Immunitetowych

Komisja Regulaminowa, Spraw Poselskich i Immunitetowych (skrót: RSP) – stała komisja sejmowa. Do zakresu jej zadań należą sprawy związane z wyrażeniem przez Sejm zgody na pociągnięcie posła do odpowiedzialności za przestępstwa lub wykroczenia albo aresztowanie bądź zatrzymanie, z warunkami wykonywania przez posłów mandatu poselskiego, jego wygaśnięcia, z działalnością biur poselskich, dotyczące wykładni i stosowania Regulaminu Sejmu oraz dokonywania analiz skarg i wniosków kierowanych do Sejmu i jego organów. Rozpatruje zarzuty niewykonywania przez posłów obowiązków poselskich. Sprawuje stały nadzór nad pracą Kancelarii Sejmu.

## Prezydium Komisji w Sejmie X kadencji[1]
- Jarosław Urbaniak (KO) – przewodniczący
- Tomasz Głogowski (KO) – zastępca przewodniczącego
- Łukasz Osmalak (PL2050-TD) – zastępca przewodniczącego
- Kazimierz Smoliński (PiS) – zastępca przewodniczącego

## Prezydium Komisji w Sejmie IX kadencji[2]
- Kazimierz Smoliński (PiS) – przewodniczący
- Zbigniew Babalski (PiS) – zastępca przewodniczącego
- Jarosław Urbaniak (KO) – zastępca przewodniczącego
- Jarosław Zieliński (PiS) – zastępca przewodniczącego

## Prezydium Komisji w Sejmie VIII kadencji
- Włodzimierz Bernacki (PiS) – przewodniczący
- Tomasz Głogowski (PO) – zastępca przewodniczącego
- Marek Opioła (PiS) – zastępca przewodniczącego
- Jolanta Szczypińska (PiS) – zastępca przewodniczącego

## Prezydium Komisji w Sejmie VII kadencji
- Maciej Mroczek (RP) – przewodniczący
- Jerzy Budnik (PO) – zastępca przewodniczącego
- Tomasz Głogowski (PO) – zastępca przewodniczącego
- Jolanta Szczypińska (PiS) – zastępca przewodniczącego

## Prezydium Komisji w Sejmie VI kadencji
- Jerzy Budnik (PO) – przewodniczący
- Barbara Bartuś (PiS) – zastępca przewodniczącego
- Jarosław Urbaniak (PO) – zastępca przewodniczącego
- Wacław Martyniuk (SLD – Lewica) – zastępca przewodniczącego

## Prezydium Komisji w Sejmie V kadencji
- Marek Suski (PiS) – przewodniczący
- Janusz Maksymiuk (Samoobrona RP) – zastępca przewodniczącego
- Wacław Martyniuk (SLD) – zastępca przewodniczącego
- Edward Ośko (LPR) – zastępca przewodniczącego
- Krystyna Skowrońska (PO) – zastępca przewodniczącego

## Prezydium Komisji w Sejmie IV kadencji
- Wacław Martyniuk (SLD) – przewodniczący
- Danuta Ciborowska (SLD) – zastępca przewodniczącego
- Krzysztof Oksiuta (KL) – zastępca przewodniczącego
- Robert Strąk (LPR) – zastępca przewodniczącego

## Prezydium Komisji w Sejmie III kadencji
- Paweł Łączkowski (AWS) – przewodniczący
- Władysław Adamski (SLD) – zastępca przewodniczącego
- Władysław Frasyniuk (UW) – zastępca przewodniczącego

## Prezydium Komisji w Sejmie II kadencji
- Ryszard Grodzicki (SLD) – przewodniczący
- Sergiusz Karpiński (UP) – zastępca przewodniczącego
- Tadeusz Sławecki (PSL) – zastępca przewodniczącego
- Ludwik Turko (UW) – zastępca przewodniczącego

## Prezydium Komisji w Sejmie I kadencji
- Olga Krzyżanowska (UD) – przewodniczący
- Stanisław Rakoczy (ZChN) – zastępca przewodniczącego
- Bolesław Twaróg (PC) – zastępca przewodniczącego

## Prezydium Komisji w Sejmie PRL X kadencji
- Wojciech Janicki (PAX) – przewodniczący
- Maciej Bednarkiewicz (OKP) – zastępca przewodniczącego
- Emilia Pogonowska-Jucha (niez.) – zastępca przewodniczącego
- Janusz Szymański (LD) – zastępca przewodniczącego